# Verkartung
Unter Verkartung versteht man das Erfassen von Informationen aus einer Quelle auf eine Karteikarte. Quellen waren oft Listen oder Chroniken, beispielsweise ein Personalbuch, in dem Einstellungen und Entlassungen aufgelistet waren, oder ein Kirchenbuch, in dem Geburten, Heiraten und Beerdigungen aufgeführt waren. Die Karten werden in der Regel alphabetisch, numerisch oder nach Schlagworten geordnet und bilden danach eine Kartei. Diese Arbeitsweise war für das 20. Jahrhundert typisch. 
Heute werden Informationen weitgehend mittels Computer erfasst. Alte Karteien werden zunehmend in Datenbanken übernommen und jede Karteikarte wird darin durch einen Datensatz ersetzt. Im Gegensatz zu Karteikarten können Datensätze schnell und beliebig sortiert werden, beispielsweise nach Geschlecht, Name, Geburtsort oder Geburtsdatum.
Verkartung darf nicht verwechselt werden mit Kartierung, der grafischen Darstellung von Objekten und Sachverhalten der Erdoberfläche in Landkarten oder Plänen.

## In der Genealogie
Umfangreiche personengeschichtliche Karteien sind vor allem von Genealogen angefertigt worden, darunter die Ahnenstammkartei des deutschen Volkes und zahlreiche Karteien im Rahmen der Kirchenbuchverkartung. Für diese und andere Sammlungen ergibt sich die Aufgabe, die Kartei in eine Datenbank umzuwandeln. Sind die Karteikarten von vielen verschiedenen Personen mit der Hand beschrieben worden, so ist die elektronische Umwandlung der Daten keine einfache Aufgabe. - Zur Sicherung der Daten ist unbedingt ein Ausdruck auf Papier anzufertigen oder die Edition in Buchform (siehe auch Ortsfamilienbuch).
Zu jeder Kartei gehört ein Verzeichnis der eingearbeiteten Unterlagen bzw. Quellen. Historische Dateien ohne Quellenverzeichnis haben nur einen geringen Wert.